# Danville, Pennsylvania
Danville là một thị trấn thuộc quận Montour, tiểu bang Pennsylvania, Hoa Kỳ. Năm 2010, dân số của thị trấn này là 4699 người.